# Jeff Davis
Jeff Davis (Milford, 13 giugno 1975) è uno sceneggiatore e produttore televisivo statunitense.
Laureato in Film al Vassar College, ottiene un master universitario in Sceneggiatura alla University of Southern California. Lavora come editor e autore su manuali relativi a software informatici, fino a che non riesce a vendere una sua sceneggiatura alla CBS Television.
Da questa sceneggiatura nasce la serie televisiva statunitense Criminal Minds, della quale è creatore e co-produttore esecutivo per la prima stagione.
Davis è anche lo sceneggiatore e produttore esecutivo della serie televisiva per MTV Teen Wolf.

## Biografia
Davis è nato a Milford, nel Connecticut.  Si è laureato in cinematografia al Vassar College e ha poi conseguito un master in sceneggiatura presso la University of Southern California.  Davis ha lavorato come lettore di sceneggiature, assistente editoriale, scrittore di manuali di software per computer e specialista di supporto informatico a Los Angeles mentre lottava per vendere i propri scritti.

## Vita privata
Jeff è dichiaratamente omosessuale.

## Filmografia
La seguente lista include i prodotti a cui Davis ha lavorato in quanto sceneggiatore e/o produttore esecutivo.

### Cinema
- Teen Wolf: The Movie, regia di Russell Mulcahy (2023)

### Televisione
- Criminal Minds (2005-2020, 2023-in corso)
- Teen Wolf (2011-2017)
- Wolf Pack – serie TV, (2023)